# Cycloseris hexagonalis
Espèce
Synonymes
- Fungia hexagonalis Edwards & Haine, 1848 (préféré par UICN)

Cycloseris hexagonalis est une espèce de coraux appartenant à la famille des Fungiidae.